# Стоян Олександр Миколайович
Олекса́ндр Микола́йович Стоя́н (2 травня 1943) — український політик і профспілковий діяч. Доктор історичних наук (1990), професор (2001), член Партії регіонів (з 03.2005).

## Біографія
Родився 2 травня 1943 (м. Дєдовськ, Московська область, Росія) в родині робітників; українець; дружина Коханова Оксана Леонідівна — кандидат історичних наук, доцент Національного педагогічного університету ім. М.Драгоманова; має 2 дітей.
Закінчив Донецький державний університет, вчитель історії.
Захистив кандидатську дисертацію на тему «Діяльність вузівських партійних організацій України з виховання комуністичної свідомості студентської молоді (1966-70 рр.)» (Донецький державний університет 1974); 
Захистив докторську дисертацію на тему «Ідейно-політичне виховання студентської молоді в 60-80-і рр.: досвід, проблеми, шляхи оновлення (на матеріалах партійних організацій України)» (Київський університет ім. Т.Шевченка, 1990).
- 1960-1962 — учень слюсаря будівельного тресту «Сталінвугілля», робітник шахти № 40, м. Гірник Донецької області.
- 1962-1965 — служба в армії.
- 1965-1971 — студент, секретар комітету комсомолу, 1971-1982 — аспірант, асистент, старший викладач, доцент Донецького державного університету.
- 1982-1985 — доцент Інституту підвищення кваліфікації викладачів суспільних наук при Київському університеті ім. Т.Шевченка.
- 1985-1987 — начальник відділу виховної роботи Міністерства вищої освіти України.
- 1987-1992 — доцент, професор, голова профкому Інституту підвищення кваліфікації викладачів суспільних наук при Київському університеті ім. Т.Шевченка.
- 1992 — старший консультант у зв'язках з громадськими об'єднаннями Адміністрації Президента України.
- 11.1992-01.2005 — голова Федерації профспілок України.

### Народний депутат
Народний депутат України 2-го скликання з 04.1994 (2-й тур) до 04.1998, Шаргородський виборчий округ № 62 Вінницької області. Член Комітету з питань соціальної політики та праці. Член групи «Конституційний центр». 1-й тур: з'яв. 89,3%, за 22,22%, 15 суперників. 2-й тур: з'яв. 82,4%, за 54,99%.
Народний депутат України 3-го скликання 03.1998-04.2002, виборчий округ № 18 Вінницької області. З'яв. 76,5%, за 38,1%, 18 суперників. 1998 — кандидат в народні депутати України від ВПТ, № 1 в списку. Член фракції СДПУ(о) (05.1998-02.2000), член групи «Солідарність» (02.2000-04.02); голова підкомітету з питань праці та зайнятості Комітету з питань соціальної політики та праці (з 07.1998).
Народний депутат України 4-го скликання 04.2002-04.2006 Блоку В.Ющенка «Наша Україна», № 2 в списку. Член фракції «Наша Україна» (05.-12.2002), позафракційний (10.-27.12.2002), член фракції «Регіони України» (12.2002-09.2005), член фракції Партії «Регіони України» (з 09.2005), голова підкомітету з питань праці, зайнятості та заробітної плати Комітету з питань соціальної політики та праці (з 06.2002).
Народний депутат України 5-го скликання 04.2006-11.2007 від Партії регіонів, № 23 в списку. голова підкомітету з питань соціального захисту та соціальних гарантій, рівня життя і повернення заощаджень населенню Комітету з питань соціальної політики та праці (з 07.2006), член фракції Партії регіонів (з 05.2006).
Народний депутат України 6-го скликання 11.2007-12.2012 від Партії регіонів, № 24 в списку. На час виборів: народний депутат України, член ПР.
10 серпня 2012 року у другому читанні проголосував за Закон України «Про засади державної мовної політики», який суперечить Конституції України, не має фінансово-економічного обґрунтування і спрямований на знищення української мови. Закон було прийнято із порушеннями регламенту.
Народний депутат України 7-го скликання з 12.2012 від Партії регіонів, № 72 в списку. На час виборів: народний депутат України, член ПР. Член фракції Партії регіонів (з 12.2012), заступник голови Комітету з питань соціальної політики та праці (з 12.2012).

### Громадська діяльність
Член Комісії з державних нагород України при Президентові України (02.1997-04.2000); член Комісії державних нагород та геральдики (04.2000-08.2003); член Національної ради з питань якості при Президентові України (09.1997-07.2000); член Координаційної ради з питань внутрішньої політики (09.1998-12.1999); член Державної комісії з питань стратегії економіки і соціального розвитку (з 03.2003).

## Нагороди
- Орден князя Ярослава Мудрого V ст. (27 червня 2013) — за значний особистий внесок у державне будівництво, соціально-економічний, науково-технічний, культурно-освітній розвиток України, вагомі трудові здобутки та високий професіоналізм[11]
- Орден «За заслуги» I ст. (23 серпня 2011) — за значний особистий внесок у становлення незалежності України, утвердження її суверенітету та міжнародного авторитету, заслуги у державотворчій, соціально-економічній, науково-технічній, культурно-освітній діяльності, сумлінне та бездоганне служіння Українському народові[12]
- Орден «За заслуги» II ст. (24 квітня 2003) — за значний особистий внесок у розвиток державного будівництва, активну законотворчу та громадську діяльність[13]
- Орден «За заслуги» III ст. (4 травня 1998) — за багаторічну плідну роботу в профспілкових органах, активну громадську діяльність[14]
- Почесна грамота КМ України (04.1998, 04.2003)
- Почесний срібний знак ЗКП «За заслуги перед профрухом» (1998)
- Орден Святого рівноапостольного князя Володимира Великого (1998)

## Джерело
- Довідник «Хто є хто в Україні», видавництво «К. І. С.»